# Здание Госбанка (Новосибирск)
Здание Государственного банка — четырёхэтажное здание в Центральном районе Новосибирска в стиле конструктивизма, построенное в 1930 году. Главным фасадом выходит на площадь Ленина, боковыми фасадами смотрит на улицу Орджоникидзе и улицу Ленина. Здание Госбанка — часть архитектурного ансамбля площади Ленина и памятник архитектуры федерального значения.

## История строительства здания
В 1928 году Сибирская краевая контора Госбанка СССР объявила Всесоюзный конкурс на строительство здания Государственного банка в Новосибирске. Был выбран проект планировки М. Я. Гинзбурга, который предполагал строительство здания площадью 1000 м². Но в этом же году в связи с сокращением Госбанком СССР финансирования проект был изменён.
Составление нового проекта было поручено А. Д. Крячкову. При новом проектировании Крячков объединил некоторые архитектурные идеи М. Я. Гинзбурга с идеями Л. В. Руднева, О. Р. Мунца и Я. О. Свирского, проекты которых также представлялись на Всесоюзном конкурсе. Изначально запроектированную площадь здания решено было сократить.
В 1929 году началось возведение объекта, его постройкой руководил инженер А. Ф. Потапов. Строительство Госбанка было завершено в 1930 году.

## Описание здания

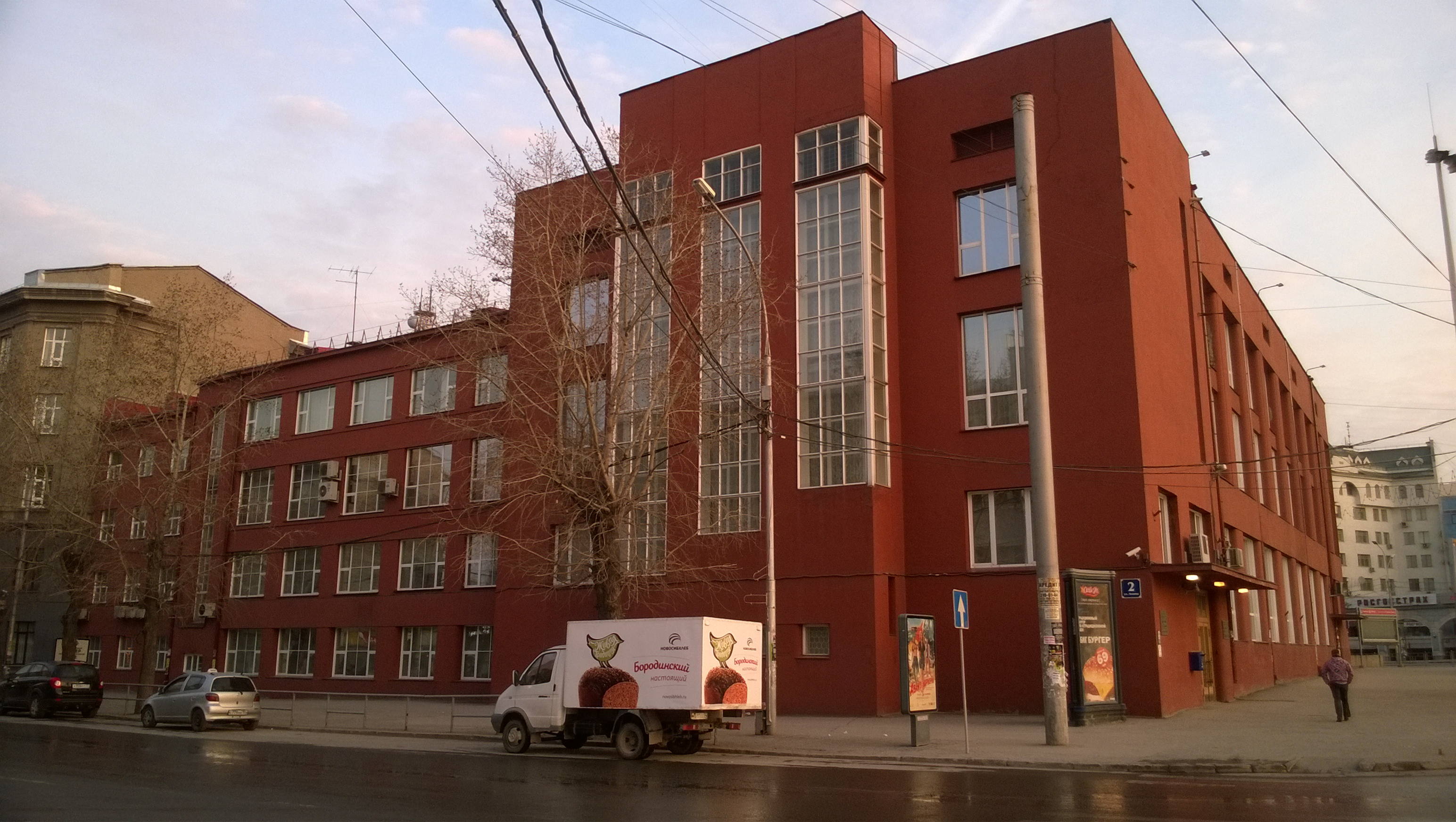
Здание Госбанка со стороны улицы Ленина.

### Строительные материалы
При строительстве здания использовался железобетонный каркас, наружные стены кирпичные и оштукатурены камневидной штукатуркой красно-бурого цвета с применением бучардирования.

### Внешний вид и пространственное расположение
П-образное асимметричное здание Госбанка имеет разную высотность. Главный фасад здания формирует площадь Ленина, между ним и линией застройки Красного проспекта имеется отступ в 58 м. Северный боковой фасад, в отличие от южного, не имеет окон, так как в этой части здания по проекту располагались казначейские помещения с сейфами и кладовыми. С западной стороны к боковым фасадам примыкают два здания (здание Сибэнергосетьпроекта со стороны улицы Ленина и здание по улице Орджоникидзе). Над входами в помещение прикреплены козырьки.

### Внутреннее устройство
Операционные залы находятся друг над другом, конторские помещения расположены в боковой части здания со стороны улицы Ленина. Все помещения были объединены вестибюлями первого и второго этажа, между ними размещалась широкая трёхмаршевая лестница. Кроме того, банковские залы и казначейские помещения с кладовыми и сейфами соединялись дополнительным вестибюлем. В плане здания практически отсутствуют коридоры и переходы. В интерьер здания вносились изменения, поэтому изначальное внутреннее оформление в стиле конструктивизма было частично утрачено.